# Jaguar XJR-11
Chronologie des modèles
Jaguar XJR-9 Jaguar XJR-12
La Jaguar XJR-11 est une voiture de course développée et construite par TWR pour Jaguar dans le but de participer, à partir de 1989, au championnat du monde des voitures de sport. Les Jaguar XJR-11 ont concouru jusqu'en 1990, avant que Jaguar ne les remplace par la XJR-14. Pour les 24 Heures du Mans, la Jaguar XJR-11 fut remplacée par la Jaguar XJR-12, plus fiable.

## Genèse

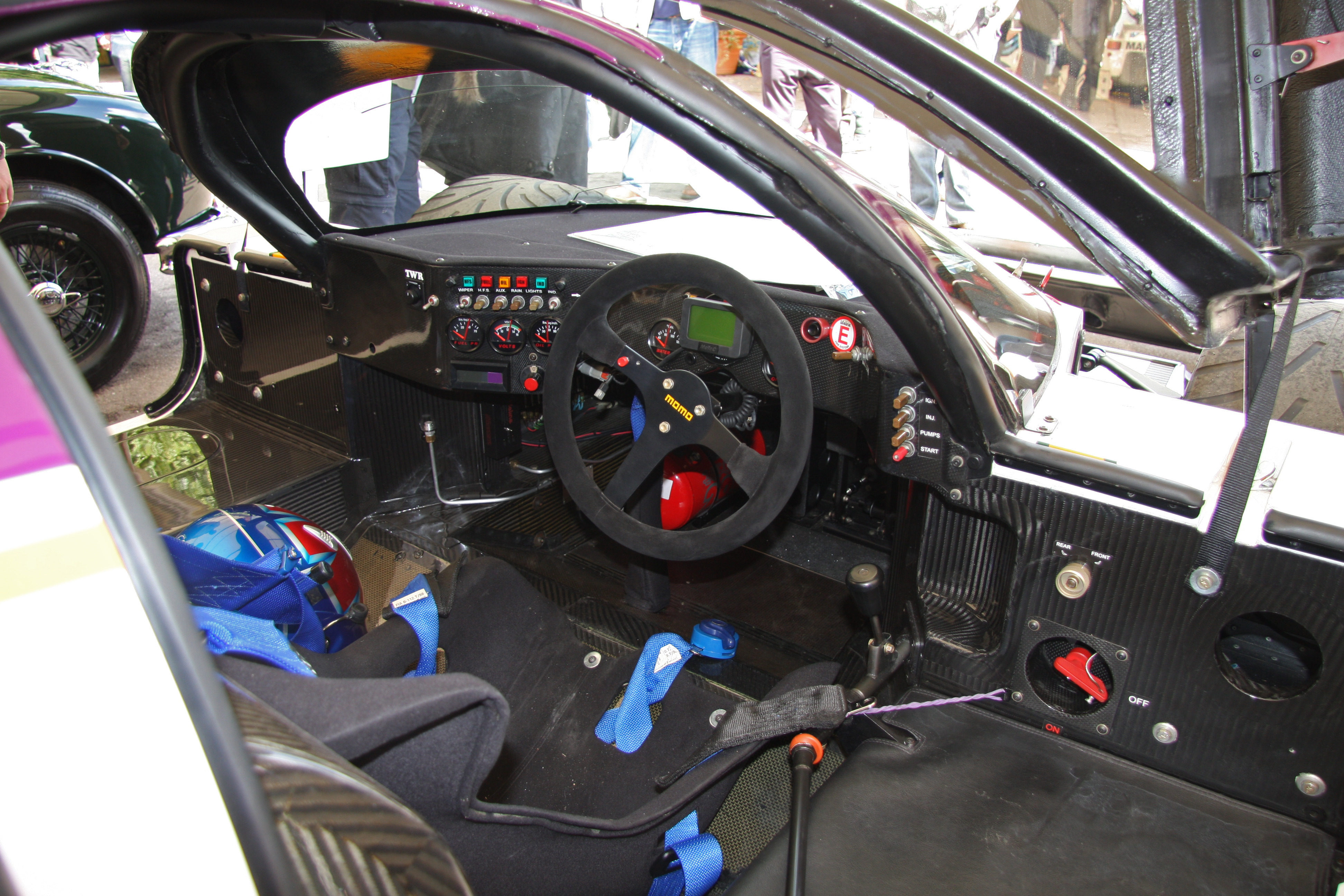
Cockpit de la XJR-11

Pour la saison 1989, Tom Walkinshaw s'est rendu compte que les voitures de sport Jaguar produites par TWR avec un V12 n'étaient plus compétitives dans les épreuves de sprint. Les moteurs compacts et légers suralimentés utilisés par des concurrents tels que Mercedes-Benz surpassaient les gros moteurs atmosphériques que Jaguar utilisait depuis longtemps.
Jaguar a alors débuté le développement d'un nouveau moteur afin de rester compétitif. Le moteur V6 V64 V de 3,5 L de Rover, originellement conçu pour la voiture de rallye MG Metro 6R4, s'est avéré être un moteur idéal pour la nouvelle voiture, avec son poids de seulement 143 kg (315 lb) et ses performances constantes. Jaguar développa deux variantes du moteur, une version de 3.0 L destinée au championnat américain IMSA et une version 3.5 L destinée au Championnat du monde des voitures de sport. Chacune des variantes étaient équipées de deux turbocompresseurs Garett et produisaient des puissances de 650 ch (659 PS; 485 kW) et 750 ch (760 PS; 559 kW) selon la pression de suralimentation.
Avec l'aide de Ross Brawn, Tony Southgate (en) conçu un nouveau châssis pour la voiture qui était compact et évoluait dans sa conception par rapport aux anciennes monocoques en fibre de carbone des XJR-8/XJR-9. Le châssis est équipé d'une suspension à double triangulation avec amortisseurs avant et arrière actionnés par des bielles poussoirs. Cela a permis de libérer plus d'espace pour les tunnels à effet de sol afin d'améliorer la tenue de route. Deux carrosseries différentes ont été conçues pour la voiture car elle devait concourir dans deux championnats différents. La voiture la plus aérodynamique a été baptisée XJR-10 et l'autre XJR-11.

## Historique

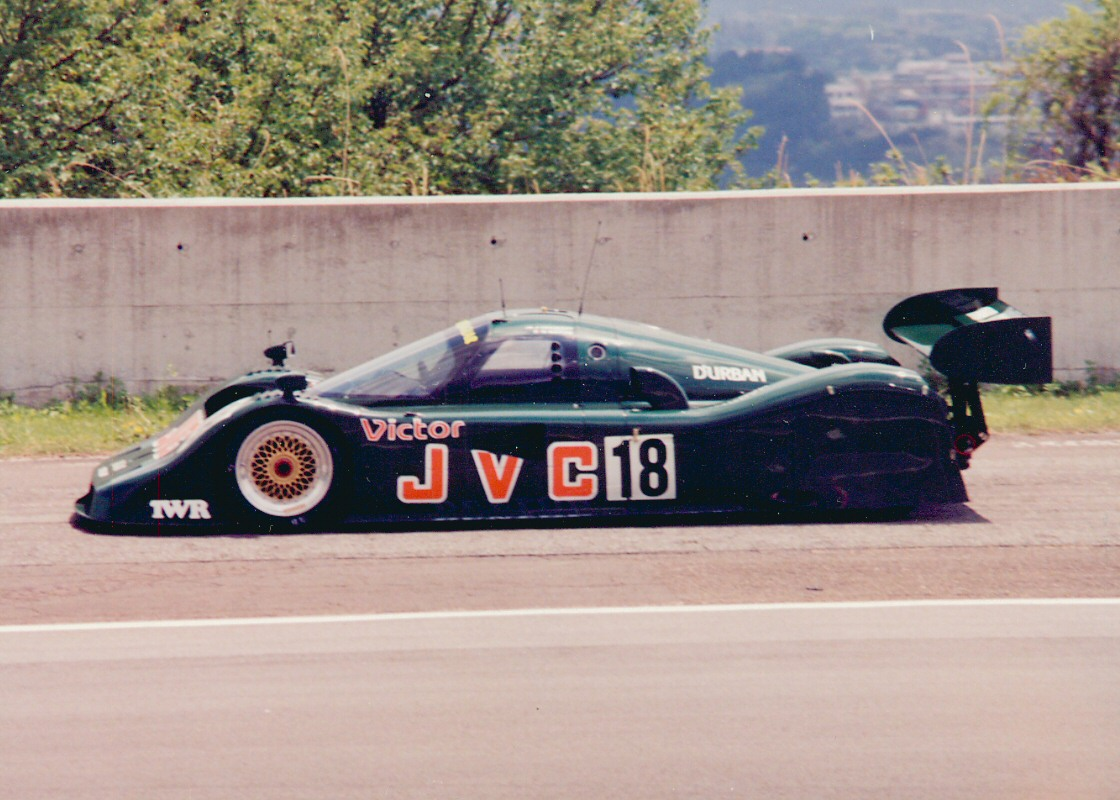
Jaguar XJR-11 dans la livrée JVC

La XJR-11 a commencé la compétition en juillet 1989 aux 480 km de Brands Hatch et, comme prévu, a été confrontée à la forte concurrence des "Flèches d'Argent" engagées par Sauber-Mercedes (C8 et C9) propulsées par des moteurs V8 turbocompressés. Les attentes étaient grandes pour cette première course car l'équipage Jan Lammers et Patrick Tambay s'était qualifié en pole position. Malheureusement ils finirent la course en cinquième position. La voiture souffrit de problèmes de fiabilité tout au long de cette première saison. Malgré les améliorations considérables apportées par TWR et Jaguar, la saison 1990 sera également une déception avec une seule victoire lors des 1000 km Silverstone. La XJR-11 ne fut pas utilisée pour les 24 heures du Mans contrairement aux XJR-9 et à une nouvelle voiture, la XJR-12, développée pour participer à cet événement ainsi qu'aux 24 Heures de Daytona et aux 12 Heures de Sebring. La carrière de la voiture fut de courte durée et elle n'était plus admissible pour participer au Championnat du monde des voitures de sport en raison des nouvelles règles de la FIA mises en place à partir de la saison 1991. La XJR-14 fût alors développée pour répondre a la nouvelle réglementation. Avec une seule victoire dans sa courte carrière, c'est l'un des sport prototypes ayant eu le moins de succès produits par TWR. La principale raison fut le manque de fiabilité du moteur. Pourtant, celui-ci sera de nouveau utilisé plus tard dans l'une des plus légendaires supercar Jaguar, la XJ220.

## Palmarès
- WSC : 1 000 kilomètres de Silverstone 1990 (Châssis 490)[3].

## Pilotes
- Martin Brundle (12)
- Alain Ferté (10)
- Davy Jones (3)
- Jeff Krosnoff (6)
- Jan Lammers (15)
- Mauro Martini (6)
- John Nielsen (4)
- Patrick Tambay (4)
- Andy Wallace (14)